# Cesta do zaslíbené země a jiné povídky
Cesta do zaslíbené země a jiné povídky je sbírka kratších próz od českého spisovatele Ladislava Fukse. Sbírka byla poprvé publikována v roce 1991 a obsahuje třináct povídek, které se vyznačují poetickým stylem a často se zabývají existenciálními tématy. Většina povídek však vyšla již v roce 1969 pod názvem jedné z povídek Smrt Morčete. Ústřední povídka Cesta do zaslíbené země je považována za jeden z vrcholů Fuksovy tvorby a dokonce došlo k pokusu o její filmové zpracování, které se však neuskutečnilo.

## Obsah
- Povídka Vavřínek je založena na vyprávění vesnického hrobníka, který vzpomíná na svá dětská léta a na starého moudrého děda, kterého navštěvoval. Stařec vzpomíná na příběh z jeho vlastního dětství, kdy mu exotickou polévku snědli tři papoušci, které podle školního čádu nesmí rušit. Pointa spočívá v dědově prohlášení, že z Vavřínka bude jednou pán, což se ovšem nestane. Na konci vyprávění se dozvídáme, že po smrti jeho otce se stal hrobníkem.
- Zpráva o Barbaře z Mníšku je krátká povídka, kde vševědoucí vypravěč vypráví o smrti a následných postmortálních osudech přítelkyně Marie Terezie. Osmnáctiletá Barbara z Mníšku byla pohřbena zaživa, neboť se jeden z jejích předků podílel na vraždě hraběte Waldsteina. Potom, co vesnický písmák ukončil konec jejímu strašení, se poklidně procházela po lesích, promlouvala s pocestnými i lesní zvěří a předpovídala osudy panovníků. Její příběh zůstává otevřený, kdy za druhé světové války se její mohyla rozpadla, ale jestli tam ona zůstala už nikdo neví.
- Smrt morčete pojednává o manželích Kadloubkových, kteří se setkávají s pojišťovacím agentem Hellnagelem, který nabízí pojištění domácích zvířat. Kvůli vidině snadného přivýdělku si paní Kadloubková zapůjčí od sousedky morče, které brzy pojde a majitelka si může za peníze z pojištění pořídit sadu ocelových nožů.
- Dále je v souboru obsažen malý celek tří vzájemně navazujících humoresek o paní Allerheiligové, kloboučnici z Celetné ulice číslo 10. První z trojice povídek Jedna malá hezká idylka s podtitulem Povídková črta přináší obrázek ze života pražské měšťanské vdovy z doby rakouské monarchie, její momentální starostí je kuří oko. Právě to napomůže osudovému setkání jejího synovce koncipienta s jeho budoucí ženou Lojzičkou. Povídka Štědrý den u paní Allerheiligové, vdovy v Celetné, se odehrává o tři měsíce později, na Vánoce roku 1905. V povídce Věneček z vavřínu můžeme vidět jedno z klíčových Fuksových témat, čímž je nepochopitelný zásah absurdního zla do života postav. Hlavní hrdina je při jezení věnečku z vavřínu v cukrárně vyrušen třemi postavami, které chtějí vše zničit a ublížit všem přítomným. U postav najdeme různé zvířecí prvky, samotný protagonista se jmenuje Veverka, což tvoří kontrast s hrubostí násilníků jakožto predátorů. Jediný Felix Šťastný vyjde z cukrárny bez úhony. Povídka je považována za vůbec první Fuksovu prózu, ačkoli ji zveřejnil teprve s souboru Smrt morčete. Zřetelně štěpí soubor na dvě části, čtenář definitivně opouští snové prostředí a lákavě idylický svět císařské Prahy, v němž vdova Allerheiligová a její přátelé tráví čas četbou Humoristických listů.Poslední povídkou celku je Na prahu Nového roku. Všechny humoresky o paní Allerheiligové vypráví autorský vypravěč v er-formě.
- Povídka Mezi dvojím zahýkáním oslíka se žánrově blíží až k fantastické literatuře. Odehrává se ve Španělsku, přibližně na konci 60. let 20. století. Starého rybáře a jeho syna navštíví po zahýkání osla zvláštní tajemný cizinec, který se pokouší rybáře varovat před důsledky současných i minulých událostí. Přináší poselství o zrození spasitele, kerý přivede lidstvo zpět k lásce, pokoře a dobru. Po jeho odchodu zahýká oslík znovu.
- Poslední ostrov je povídkou odehrávající se po komunistickém převratu v roce 1948. Starší manželé Novákovi celý život šetřili, aby si mohli vyjet na dovolenou do Jugoslávie. Podali si žádost o výjezd do zahraničí a poprosili souseda Veronýma Stroma, bývalého boxera a nyní pracovníka v antikvariátu, o pomoc. On jim zapůjčí knihu o Jadranu, manželé si ji prostudují, ale stále nevěří, že by se jim cesta do ciziny vydařila. Výlet je pro ně v hloubi duše neuchopitelný a vzdálený, tak ho povýší na jediný viditelný mezník jejich budoucnosti. Vysněná cesta do Jugoslávie se hroutí ve chvíli, kdy v zápalu nadšení před cestou listují v průvodci a podívají se na poslední stranu, kterou přetím nikdy neotevřeli, a uvědomí si, že jejich imaginární cesta vedoucí na tajuplný ostrov s granátovými jablky pro ně pozbývá smyslu, protože nevěří, že je cesta ještě může přivést do ráje, a tak lístky nakonec vracejí.
- V povídce Růžové logaritmy je ústřední postavou nadaný student reálného gymnázia Martin, kterého čeká maturitní zkouška, ale má potíže s aritmetikou, tak se otázku naučí nazpaměť. Zapomněl ale použít logaritmické tabulky. Růžová barva pravděpodobně odkazuje na „růžový“ vztah mezi Martinem a jeho profesorem Senem, díky kterému úspěšně uckončí studium. Jedná se o úsměvnou povídku, kde v závěru je z Martina udělaný naprostý génius, který se vyrovná samotnému Albertu Einsteinovi.
- Podivuhodné setkání je další povídkou s židovskou tematikou, kde autor popisuje osud dvou židovských známých za druhé světové války. Chudý pan Klein, kterého čeká smrt v plynové komoře a bohatý pan Goldstein, který unikne do Austrálie. Pan Goldstein je velmi štědrý, vlídný, nabízí pomoc a nepovyšuje se, zatímco pan Klein se za sebe a svoji finanční situaci stydí.
- Stříbrná svatba se zaobírá tématem židovské diskriminace, kde manželé Mojžíš a Sára uzavírají sňatek, ale nejsou bezstarostní. Mojžíš přijde o zaměstnání, přestane věřit manželce a vše obrací proti ní. Ani jeden z manželů nechce kompromis, jelikož díky jejich hádkám se nemusí soustředit na hrůzy kolem nich, ani když jsou předvoláni do transportu. Povídka může působit jako varování před nebezpečím falešné naděje.
- Ústřední povídkou souboru je Cesta do zaslíbené země. Je považována za jeden z vrcholů Fuksovy tvorby, samostatně byla přeložena do několika evropských jazyků. Příběh je vystaven jako paralela k vyprávění druhé knihy Mojžíšovy Exodus o vyvedení starozákonních Židů z egyptského zajetí zpět do zaslíbené země – Palestiny. Skupina vídeňských Židů prchá před nacisty těsně před vypuknutím války, plaví se po Dunaji směrem k Černému moři, kde na ně měla čekat loď do Istanbulu. Země zaslíbená představuje pro každou postavu jiné místo, v průběhu díla se na okamžik přetváří i do symbolické roviny. I když jde všechno zezačátku hladce, cesta se jim postupně komplikuje, porouchá se lodní motor a uprchlíci zůstanou uvězněni na ostrově, kde jeden po druhém začínají postupně umírat; někteří na vyčerpání, někteří si vezmou život sami. Zbytek posádky pokračuje dále, ale všichni nakonec umírají a nikdo se do své zaslíbené země nedostane.  Každé postavě je přiřazena jejich vlastní charakteristická vlastnost či objekt.

## Interpretace a přijetí
O Ladislavu Fuksovi se mluví jako o jenom z výrazných talentů soudobé české prózy. Je nemyslitelný bez koloritu českého pražského prostředí, ale zároveň je přesahuje, jako by se inspiroval a tvořil na pozadí celého středoevropského prostoru. Je velkým romanopiscem a má složitou kompoziční síť v širokém prostoru a ve vidění světa je jeho tvorba blízká Franzu Kafkovi nebo Hermannu Brochovi. 
Jako nejméně závažné a spíše okrajové jsou vnímány historické povídky Vavřínek a Zpráva o Barbaře z Mníšku, ale i z nich je cítit nepopiratelná Fuksova schopnost vytvořit výraznou atmosféru. Je známý pro svůj osobitý styl, metaforiku, symboličnost, stavbu příběhů a rozpracování detailů, přičemž všechny tyto části tvoří jedinečné kompoziční mistrovství.
Nad rokem vzniku Věnečku z Vavřínu stále kolují pochyby. Pokud opravdu vznikl v roce 1953, působil by v kontextu literatury 50. let překvapivě, až nepředstavitelně. Židovská tematika se objevuje v několika povídkách. Podivuhodné setkání je prologem k nacistické okupaci, zatímco Stříbrná svatba odráží krutost doby bezprostředně a dýchá útěchou, že vše bude dobré, i když směřujeme k tragickému konci.
Povídka Cesta do zaslíbené země je považována za jednu z Fuksových motivicky nejpropracovanějších próz. Z této povídky plyne bezmezné lidské utrpení a také fakt, že člověku stále někdo nebo něco brání v životu.